# 1er corps de chars de la Garde
Pour les articles homonymes, voir 1er corps d'armée et 1re division.
Le 1er corps de chars de la Garde (en russe : 1-й гвардейский танковый корпус) est un corps blindé de l'Armée rouge pendant la Seconde Guerre mondiale.
Il est formé au printemps 1942 sous le nom de 26e corps de chars (en russe : 26-й танковый корпус). Le corps combat dans l'opération Uranus et devient le 1er corps de chars de la Garde, en récompense de ses actions en décembre 1942. Il participe à l'opération Gallop, à la troisième bataille de Kharkov, à l'opération Koutouzov, à l'opération Bagration, à l'offensive de Prusse orientale, à l'offensive de Poméranie orientale et à l'offensive de Berlin. Au cours de l'offensive de Prusse orientale, le corps capture Mława, Działdowo et Płońsk et reçoit l'ordre de Lénine pour ses actions. Le corps reçoit le titre honorifique « du Don » pour ses actions dans le cadre de l'opération Gallop. Il a également reçu l'ordre du Drapeau rouge et l'ordre de Souvorov, 2e classe.
Devenu en 1945 la 1re division de chars de la Garde (en russe : 1-я гвардейская танковая дивизия) au sein de l'Armée soviétique, l'unité est en garnison à Neuruppin jusqu'à sa dissolution en 1947.

## Historique

### 26ecorps de chars
Le 26e corps de chars est formé entre le 24 juin et le 10 août 1942 à Kosteryovo. Il est commandé par le major-général Alexeï Rodine (en). Le corps comprend les 19e, 157e et 216e brigades de chars et la 14e brigade de fusiliers motorisés. Du 10 août au 9 septembre, le corps est transféré à Plavsk. Le 3 septembre, il est subordonné à la 5e armée de chars.
En octobre, l'armée est transférée au front du Sud-Ouest et commence à préparer la contre-offensive de Stalingrad, l'opération Uranus. Le 19 novembre, le 26e corps de chars commence son avance en deuxième échelon de la 5e armée de chars. Il franchit les lignes roumaines dans la région de Blinovski (en) et Korotovski (en), avançant vers le sud en direction de Perelazovski (en) et Kalatch. Le corps envahit les arrières de la 1re division blindée (ro) roumaine  et s'empare du quartier général du 5e corps d'armée roumain,.

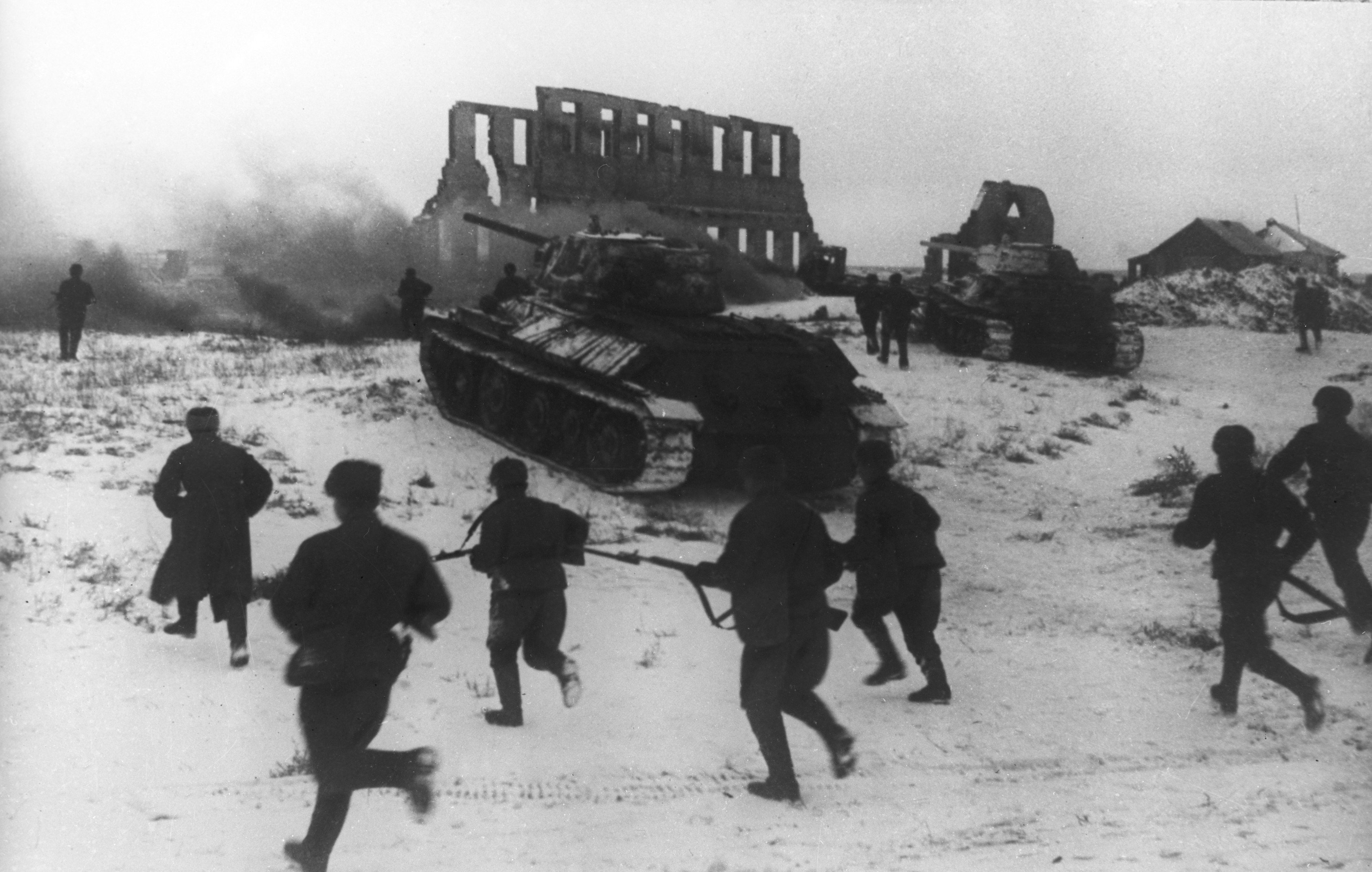
Chars et infanterie soviétiques, probablement du 26e corps de chars, lors de l'avancée sur Kalatch.

Les détachements avancés du corps obligent le commandant allemand, Friedrich Paulus, à déplacer son quartier général le 21 novembre. Dans la nuit du 22 au 23 novembre, Rodin ordonne aux unités d'avant-garde du corps, dirigées par le lieutenant-colonel Gueorgui Filippov (ru), de reconnaître le dernier pont sur le Don à Kalatch. Les blindés soviétiques avancent à grande vitesse avec leurs phares allumés, ce qui aurait fait croire aux troupes allemandes qui gardaient le pont que des blindés soviétiques capturés étaient conduits vers le champ de tir voisin. Filippov et ses chars traversent le pont et vainquent les troupes allemandes qui le gardaient. Le corps entre dans Kalatch le lendemain, .

### 1ercorps de chars de la Garde
Le 8 décembre, le 26e corps de chars est renommé 1er corps de chars de la Garde pour ses actions à Stalingrad. La 216e brigade de chars devient la 15e de la Garde, la 19e devient la 16e de la Garde, la 157e devient la 17e de la Garde et la 14e brigade de fusiliers motorisés devient la 1re brigade de fusiliers motorisés de la Garde.
Le 27 janvier 1943, le corps reçoit le titre honorifique « du Don » pour ses actions. Rodine est promu lieutenant-général et devient commandant de la 2e armée de chars début février. Le commandant des troupes blindées de la 6e armée, le major-général Alexander Koukouchkine, reçoit le commandement du corps. En février et mars, le corps combat lors de la troisième bataille de Kharkov. Il défend ses positions au nord de Pavlograd mais doit reculer pour échapper à un encerclement le 24 février. Le 25 avril, Koukouchkine est tué lors d'un raid aérien ennemi. Le commandant des troupes blindées de la 2e armée de la Garde, le major-général Mikhaïl Panov (en), prend le commandement. Durant l'été, le corps combat dans le cadre de l'opération Koutouzov. À partir d'octobre 1943, il combat en Biélorussie lors de l'offensive Gomel-Retchitsa. Le corps capture Retchitsa en novembre et coupe la ligne de retraite allemande à l'ouest de Gomel. Pour ses actions, le corps reçoit l'ordre du Drapeau rouge le 18 novembre.
Le corps a combattu lors de l'offensive de Kalinkovitchi-Mozyr (ru) en janvier 1944. Le corps capture Kalinkovichi le 14 janvier après avoir débordé les défenseurs allemands. Le 15 janvier, le corps reçoit l'ordre de Souvorov 2e classe pour ses actions. À partir de juin, le corps combat dans le cadre de l'opération Bagration. Le 24 juin, le corps avance à travers la brèche créée par l'avancée de la 65e armée. Le 27 juin, le corps s'associe à des éléments du 9e corps de chars, complétant l'encerclement de cinq divisions allemandes de la 9e armée lors de l'offensive de Bobrouïsk. Le corps continue d'avancer vers Poukhavitchi et Osipovitch. Le 3 juillet, le corps se trouve à la périphérie sud-est de Minsk et contribue à achever l'encerclement de la 4e armée allemande autour de Minsk. Après la prise de Minsk, le corps avança vers Baranovitchi et Brest. Le corps aide à capturer Slonim.
À partir de la mi-novembre 1944, le corps fait partie du 2e front biélorusse. À partir de janvier 1945, le corps participe à l'offensive de Prusse orientale. Pendant l'offensive, le corps a aidé à capturer Płońsk et Tuchel. Le 19 février, le corps reçoit l'Ordre de Lénine pour sa prise de Plonsk. Fin mars, le corps combat lors de la prise de Gdańsk lors de l'offensive de Poméranie orientale. À partir d'avril, le corps participe à l'offensive de Berlin. Il atteint la côte de la Mer Baltique près de Rostock et Ribnitz à la fin de la guerre.

### Après la guerre
Le 12 juillet 1945, le corps est converti en 1re division de chars de la Garde à Neuruppin. Les brigades de la division sont transformées en régiments de chars.
La division est dissoute en février 1947. Le 1er régiment de fusiliers motorisés de la Garde est dissous, le 15e régiment de chars de la Garde de la division est transféré à la 39e division de fusiliers de la Garde, le 16e régiment de chars de la Garde à la 207e division de fusiliers, le 17e régiment de chars de la Garde à la 57e division de fusiliers de la Garde et le 74e régiment de chars et d'automoteurs lourds de la Garde à la 94e division de fusiliers de la Garde.